# Espagne aux Jeux olympiques d'été de 1992
L'Espagne est le pays organisateur des Jeux olympiques d'été de 1992, qui se déroulent à Barcelone (Barcelona). Il s'agit des premiers Jeux olympiques organisés par l'Espagne.
L'équipe olympique d'Espagne a remporté 22 médailles (13 en or, 7 en argent, 2 en bronze) lors de ces Jeux olympiques d'été de 1992 à Barcelone, se situant à la sixième place des nations au tableau des médailles au nombre de médailles d'or.
Le prince Felipe, fils de Juan Carlos Ier, roi d'Espagne, est le porte-drapeau d'une délégation espagnole comptant 482 sportifs (297 hommes et 125 femmes).

## Liste des médaillés espagnols

### Médailles d'Or
| Sport               | Discipline                      | Sportifs | Performance     |
| Médailles d'or : 13 |                                 | |                 |
| Athlétisme          | 20 km Marche (H)                | Daniel Plaza | 1 h 21 min 45 s |
| Athlétisme          | 1 500 mètres (H)                | Fermín Cacho | 3 min 40 s 12   |
| Cyclisme            | Kilomètre hommes (H)            | José Moreno |                 |
| Football            | (H)                             | José Emilio Amavisca Rafael Berges Abelardo Albert Ferrer Josep Guardiola Miguel Hernández Toni Lasa Juanma López Luis Enrique Kiko Alfonso Pinilla Paco Soler Roberto Solozábal (Cap) Gabriel Vidal David Villabona                       |                 |
| Hockey              | (F)                             | María Barea Sonia Barrio Mercedes Coghen Natalia Dorado Nagore Gabellanes Mariví González Anna Maiques Silvia Manrique Eli Maragall María Isabel Martínez Teresa Motos Núria Olivé Virginia Ramírez María "Masa" Rodríguez Maider Tellería |                 |
| Judo                | Moins de 56 kg (F)              | Míriam Blasco |                 |
| Judo                | Moins de 52 kg (F)              | Almudena Muñoz |                 |
| Natation            | 200 mètres Dos (H)              | Martín López-Zubero |                 |
| Tir à l'arc         | par équipe (H)                  | Juan Holgado Antonio Vázquez Alfonso Menéndez |                 |
| Voile               | Dériveur solitaire Finn (H)     | José van der Ploeg |                 |
| Voile               | Dériveur double 470 (H)         | Francisco Sánchez Jordi Calafat |                 |
| Voile               | Dériveur double Flying Dutchman | Domingo Manrique Luis Doreste |                 |
| Voile               | Dériveur double 470 (F)         | Patricia Guerra Theresa Zabell |                 |

### Médailles d'Argent
| Sport                  | Discipline                    | Sportifs | Performance  |
| Médailles d'argent : 7 |                               | |              |
| Athlétisme             | Décathlon (H)                 | Antonio Peñalver | 8 412 points |
| Boxe                   | Plume (moins de 57 kg)        | Faustino Reyes |              |
| Gymnastique rythmique  | Épreuve individuelle (F)      | Carolina Pascual |              |
| Tennis                 | Simple (H)                    | Jordi Arrese |              |
| Tennis                 | Double (F)                    | Arantxa Sánchez Vicario Conchita Martínez |              |
| Voile                  | Dériveur solitaire Europe (F) | Natalia Vía Dufresne |              |
| Water polo             | (H)                           | Daniel Ballart Manuel Estiarte Pedro "Toto" García Salvador "Chava" Gómez Marco Antonio González Rubén Michavila Miki Oca Sergio Pedrerol Josep Picó Jesús Miguel Rollán Ricardo Sánchez Jordi "Chiqui" Sans |              |

### Médailles de Bronze
| Sport                   | Discipline           | Sportifs                | Performance |
| Médailles de bronze : 2 |                      |                         |             |
| Athlétisme              | Saut à la perche (H) | Javier García           | 5,75 m      |
| Tennis                  | Simple (F)           | Arantxa Sánchez Vicario |             |